# Arnaldo Joaquim Abrantes (atleta)
Arnaldo Joaquim Castro Abrantes (nascido em 18 de dezembro de 1961) é um velocista português. Ele competiu nos 4 × 100 metros estafetas nos Jogos Olímpicos de Verão de 1988.
Pai de outro grande velocista e com o mesmo nome, Arnaldo Abrantes.